# Бразилия на летних Олимпийских играх 1956
Бразилия принимала участие в Летних Олимпийских играх 1956 года в Мельбурне (Австралия) в седьмой раз за свою историю, и завоевала одну золотую медаль. Сборную страны представляло 48 спортсменов, в том числе одна женщина.

## 01!Золото
- Лёгкая атлетика, мужчины, тройной прыжок — Адемар Феррейра да Силва.

## Состав сборной
Академическая гребля
- Нелсон Гуарда
- Жозе де Карвальо Фильо
- Руй Коппер
- Андре Густаво Ришер
- Силвио де Соуза

 Баскетбол
- Зенни де Азеведо
- Амаури Антонио Пасос
- Эдсон Биспо дос Сантос
- Вилсон Бомбарда
- Анжело Бонфиетти
- Жамил Жедеан
- Жозе Луис Сантос де Азеведо
- Нелсон Коуту-и-Силва Маркес Лисбоа
- Вламир Маркес
- Жорже Карлос Дортас Оливьери
- Майр Факки
- Фаусто Сусена Расга Фильо
- тренер Марио Амансио Дуарте

 Бокс
- Эдер Жофре
- Селестино Пинто

 Велоспорт
- Анезио Аржентон

 Конный спорт
- Элой де Менезес
- Нелсон Пессоа Фильо
- Ренилдо Педро Гимарайнс Феррейра

 Лёгкая атлетика
- Жозе Теллиш да Консейсан
- Жорже Машадо де Баррос
- Жуан Пирес Собриньо
- Ари Фасанья де Са
- Улиссес дос Сантос
- Адемар Феррейра да Силва

 Парусный спорт
- Альфредо Берхт
- Рольф Берхт
- Жоаким Родербург

 Плавание
- Жуан Гонсалвеш Фильо
- Силвио Келли дос Сантос
- Аролдо де Мело Лара
- Октавио Мобилья

 Прыжки в воду
- Мари Далва Проэнса
- Фернандо Теллес Рибейро

 Современное пятиборье
- Салвио да Коста Лемос
- Венсеслау Малта
- Нило Жайме Феррейра да Силва

 Стрельба
- Северину Морейра
- Адаури да Коста Роша
- Педро Симан
- Милтон Собоцински

 Тяжёлая атлетика
- Бруно Барабани
- Америко Айяла Феррейра

## Результаты соревнований

### Стрельба
Спортсменов — 4
Скорострельный пистолет, 25 м
| Спортсмен            | 1-я очередь | 1-я очередь | 1-я очередь | 1-я очередь | 2-я очередь | 2-я очередь | 2-я очередь | 2-я очередь | Сумма    | Место |
| Спортсмен            | 1           | 2           | 3           | Итого       | 1           | 2           | 3           | Итого       | Сумма    | Место |
| -------------------- | ----------- | ----------- | ----------- | ----------- | ----------- | ----------- | ----------- | ----------- | -------- | ----- |
| Педро Симан          | 98          | 96          | 86          | 280         | 95          | 95          | 91          | 281         | 561 / 60 | 16    |
| Адаури да Коста Роша | 97          | 98          | 88          | 283         | 96          | 93          | 84          | 273         | 556 / 60 | 18    |

Малокалиберная винтовка, три позиции, 50 м
| Спортсмен         | Лёжа | Лёжа | Лёжа | Лёжа | Лёжа  | С колена | С колена | С колена | С колена | С колена | Стоя | Стоя | Стоя | Стоя | Стоя  | Сумма | Место |
| Спортсмен         | 1    | 2    | 3    | 4    | Итого | 1        | 2        | 3        | 4        | Итого    | 1    | 2    | 3    | 4    | Итого | Сумма | Место |
| ----------------- | ---- | ---- | ---- | ---- | ----- | -------- | -------- | -------- | -------- | -------- | ---- | ---- | ---- | ---- | ----- | ----- | ----- |
| Милтон Собоцински | 98   | 98   | 99   | 99   | 394   | 94       | 94       | 94       | 92       | 374      | 83   | 88   | 82   | 94   | 347   | 1115  | 33    |
| Северину Морейра  | 99   | 98   | 99   | 99   | 395   | 93       | 93       | 96       | 90       | 372      | 81   | 79   | 88   | 87   | 335   | 1102  | 37    |

Малокалиберная винтовка, лежа, 50 м
| Спортсмен         | По сериям | По сериям | По сериям | По сериям | По сериям | По сериям | Сумма | Место |
| Спортсмен         | 1         | 2         | 3         | 4         | 5         | 6         | Сумма | Место |
| ----------------- | --------- | --------- | --------- | --------- | --------- | --------- | ----- | ----- |
| Северину Морейра  | 99        | 99        | 100       | 100       | 100       | 99        | 597   | 8     |
| Милтон Собоцински | 98        | 99        | 99        | 100       | 99        | 99        | 594   | 20    |

### Тяжёлая атлетика
Спортсменов — 2
| Спортсмен              | Категория  | Масса, кг | Жим   | Жим   | Жим   | Рывок | Рывок | Рывок | Толчок | Толчок | Толчок | Всего | Место |
| Спортсмен              | Категория  | Масса, кг | 1     | 2     | 3     | 1     | 2     | 3     | 1      | 2      | 3      | Всего | Место |
| ---------------------- | ---------- | --------- | ----- | ----- | ----- | ----- | ----- | ----- | ------ | ------ | ------ | ----- | ----- |
| Америко Айяла Феррейра | До 67,5 кг | 66,8      | 102,5 | 107,5 | 107,5 | 92,5  | 97,5  | 100   | 130    | 135    | 135    | 335   | 14    |
| Бруно Барабани         | До 90 кг   | 89,7      | 107   | 110   | 115   | 112,5 | 117,5 | 120   | 145    | 145    | 155    | 367,5 | 12    |